# Арабуко-Сококе
3°16′00″ пд. ш. 39°49′00″ сх. д. / 3.26666667° пд. ш. 39.81666667° сх. д.
Арабуко-Сококе (англ. Arabuko Sokoke National Park) — національний парк в Кенії, у Прибережній провінції, знаходиться в управлінні Служби охорони дикої природи Кенії (KWS). Розташований за декілька км від узбережжя Індійського океану, на північ від Кіліфі, за 18 км на південь від Малінді та за 110 км на північ від міста Момбаса . Заснований в 1990 році. Площа 6 км2.
Розташований у найбільшій області приморського вологого тропічного лісу що зберігся (420 км²). У 1932 році ліс проголошений Королівським лісом, в 1943 році відповідне повідомлення було надруковано в урядовій газеті. Наприкінці 1960-х років 4,3 км² (4300 га) стали національним заповідником.
У парку мешкають понад 230 видів птахів, в тому числі 9 видів під загрозою зникнення:кенійська совка (Otus ireneae), сірий змієїд  ( Circaetus fasciolatus ),  Турако Фішера  ( Tauraco fischeri ), Geokichla guttata ,  Anthus sokokensis ,  синьокрилий акалат  ( Sheppardia gunningi ),  Anthreptes pallidigaster , синьогорла куцохвоста нектарниця  ( Anthreptes reichenowi ) та голандів ткач (Ploceus golandi).
У парку мешкають 6 видів метеликів, ендемічних на узбережжі Східної Африки, а також 3 рідкісних, майже ендемічних видів ссавців, декілька видів земноводних.